# Esteban Yan
Esteban Luis Yan (nacido el 22 de junio de 1975 en El Seibo) es un lanzador dominicano que actualmente pertenece al equipo independiente Bridgeport Bluefish de la Liga Atlántica de Béisbol Profesional. Además ha jugado en el béisbol organizado de los Estados Unidos, Japón, Corea, México y República Dominicana. 

## Carrera

### Grandes Ligas
Yan fue firmado originalmente por los Bravos de Atlanta como amateur en 1990. Después de pasar tiempo en las ligas menores, hizo su debut en Grandes Ligas con los Orioles de Baltimore el 20 de mayo de 1996.
En su carrera de Grandes Ligas, Yan terminó con un récord de 33-39 con 51 salvamentos y una efectividad de 5.14 en 472 juegos lanzados. Yan había jugado previamente para los Tampa Bay Devil Rays, los Rangers de Texas, los Cardenales de San Luis, los Tigres de Detroit, los Angelinos de Anaheim, y los Rojos de Cincinnati. Durante este tiempo, fue utilizado principalmente como relevista. 
En 2008, Yan se reincorporó a la organización de los Orioles, pero esta vez con su filial de ligas menores, los Norfolk Tides. Yan fue liberado el 18 de julio de 2008.

### Béisbol en Asia
Yan pasó la temporada 2007 como el lanzador abridor de los Hanshin Tigers en la Liga Central de la Liga Japonesa de Béisbol Profesional.
En julio de 2008, Yan firmó con los SK Wyverns de la Organización Coreana de Béisbol y pasó el resto de la temporada con ellos.

### México y ligas independientes
Yan pasó la primera mitad de 2009 lanzando para los Bridgeport Bluefish, un equipo afiliado de ligas menores en la Liga del Atlántico. El 11 de agosto de 2009, Yan firmó un contrato de ligas menores con los Marlins de la Florida y fue asignado a los New Orleans Zephyrs. Sin embargo, falló el examen físico y se quedó con Bridgeport. Firmó con los Diablos Rojos del México en la Liga Mexicana para empezar el 2010, luego firmó con los Bridgeport Bluefish, equipo con él fue activado el 17 de agosto de ese año.

## Mejores momentos
El 4 de junio de 2000, Yan conectó un jonrón en su primer turno al bate en las mayores, en el primer lanzamiento. También bateó un sencillo en su siguiente turno al bate, el único de su carrera, dándole un promedio de bateo de 1.000 y un porcentaje de slugging de 2.500.

## Trivia
Yan fue mencionado en el episodio C.E. D'oh de la serie de televisión Los Simpson.